# Khaled
Khaled ili  Cheb Khaled (Sidi El Houari, Alžir, 29. veljače 1960.) je popularni alžirski pjevač.

## Životopis
Khaledov otac je po struci bio policajac i Khaled odrasta u Oranu. Njegovi prvi glazbeni koraci bili su influentirani različitim arapskim pjevačima, no poslije na njegov glazbeni stil imaju utjecaj francuski pjevači: Edith Piaf, Charles Aznavour i Jacques Brel. Početak njegove karijere obilježen je pjevanjem po različitim festivalima. Godine 1985. stječe veliku popularnost na glazbenom festivalu u Oranu, kada dobiva nadimak "Regxo de rai". Poslije toga emigrirao je u Francusku gdje doživljava veliku popularnost. 

## Diskografija
- 1985. : Hada Raykoum
- 1985. : Moule El Kouchi
- 1988. : Kutché
- 1989. : Fuir, mais où?
- 1989. : S'Hab El Baroud
- 1992. : Khaled
- 1993. : N'ssi, N'ssi
- 1996. : Sahra
- 1998. : Hafla
- 1999. : Kenza
- 2000. : Elle ne peut pas vivre sans lui !
- 2004. : Ya Rayi
- 2009. : Liberté
- 2012. : C'est la vie